# Ngampin
Ngampin is een bestuurslaag in het regentschap Semarang van de provincie Midden-Java, Indonesië. Ngampin telt 5042 inwoners (volkstelling 2010).